# 독일의 고속버스
독일의 고속버스(독일어: Fern bus)는 독일에서 운영되고 있는 고속버스를 의미한다.

## 역사
고속버스는 2차 세계대전 직후 한동안 독일 내에서 교통수단으로서 중요한 역할을 했다. 당시에는 독일연방철도(Deutsche Bundesbahn)와 도이체 분데스포스트(Deutsche Bundespost) 등 두 곳에서 국내 주요 도시들을 연결하는 다양한 노선들을 운영했다. 특히 당시의 고속버스는 철도에 비해 저렴한 이용료가 특징으로 교통비 지출이 부담스러운 저소득층이 주요 고객이었다.
하지만 점차 자가용이 보급되고 소득수준이 향상되기 시작하면서 독일 내 고속버스에 대한 수요는 급격히 감소하기 시작했고 1980년대를 기점으로 대부분의 버스 노선이 폐지되기에 이른다. 이러한 추세는 2000년 대까지 지속되었다.
특히 2012년까지 독일에서는 ‘승객 운송에 관한 법률(Personenbeförderungsgesetz)’로 인해 버스 노선을 신설하는 데에 많은 제한이 따랐다. 이 법률은 1935년 제정된 이후 법안의 내용 대부분이 개정되지 않은 채로 남아있었다. 해당 법률의 2013년 개정 이전 내용에 따르면 버스 노선의 신설은 다음과 같은 경우에만 허가된다.
- 해당 시간, 해당 노선에 이용할 수 있는 다른 교통수단이 없는 경우
- 현존하는 교통수단보다 현저히 짧은 운행시간에 서비스를 제공하는 경우
- 현존하는 교통수단보다 현저히 낮은 운임에 서비스를 제공하는 경우

이는 사업자 간의 과도한 경쟁을 막고자 하는 취지에서 도입되었으나, 2000년대 들어 소비자로부터 비교적 저렴하고 환경친화적인 고속버스를 이용할 기회를 박탈하는 것이 아니냐는 지적이 잇따르기 시작했다. 결국 2012년 9월 14일 의회에서 기독교민주당, 자유민주당, 사회민주당, 기독교사회연합당 그리고 녹색당 등이 법안을 개정하기로 합의하였고, 같은 해 11월 2일 연방상원에서 2013년 1월 1일부터 유효한 개정법률의 입안이 가결된다.
이후 플릭스부스(FlixBus), 마인페른부스(MeinFernbus), ADAC 포스트부스(ADAC Postbus) 등 다양한 신규 사업자들이 시장에 진출해 국내외를 아우르는 다양한 버스 노선을 제공하기 시작했다. 하지만 머지않아 시티투시티(City2City)와 다인부스(Deinbus)가 사업에서 철수하고 ADAC 역시 포스트부스와의 합작사업에서 발을 빼는 등 독일 내 고속버스 산업은 한 차례 재편 과정을 겪게 된다.
이후 플릭스부스가 마인페른부스를 합병하면서 2015년 기준으로 시장의 대부분을 점유하고 있으며 그 뒤를 포스트부스, 베를린 리니엔 부스(Berlin Linien Bus)등이 따르고 있다.

## 현황
2013년 법 개정 후로 독일의 고속버스 시장은 급속도로 성장하고 있다. 2014년에 1600만 명에서 2015년에는 36% 증가한 2180 만 명, 2016년에는 그것보다 더 증가한 2720만 명의 이용객을 예상하고 있다. 특히나 낮은 가격, 편리성, 모바일을 이용한 마케팅은 젊은 이용객들이 가장 많이 소비한다. 초반에 여러 버스회사가 있었던 것에 반해 현재는 국내편은 2~3개의 회사가 대부분의 서비스를 제공하고 있다.

다른 나라로 이동하기가 쉬운 유럽의 여건상 독일의 국내도시를 연결하는 노선뿐만 아니라 다른 유럽지역의 도시들을 연결하는 노선이 꾸준히 증가하고 있으며, 더욱더 유럽지역 간의 이동을 편리하게 하였다. 이렇게 증가하는 고속버스의 시장은 기존의 이동수단의 좋은 대안으로 떠오르고 있다. 특히 고속버스는 기차(철도)시장에 가장 큰 위협요소이다.

## 관련 규정

### 승객 운송에 관한 법률
승객 운송에 관한 법률(Personenbeförderungsgesetz, PBefG)은 2013년 개정 전까지 고속버스 노선 신설에 대해 다음과 같은 경우에만 신설할 수 있게 제한했다.
- 해당 시간, 해당 노선에 이용할 수 있는 다른 교통수단이 없는 경우
- 현존하는 교통수단보다 현저히 짧은 운행시간에 서비스를 제공하는 경우
- 현존하는 교통수단보다 현저히 낮은 운임에 서비스를 제공하는 경우

위 법률들은 2013년 1월 1일 개정되어 지금은 고속버스 노선 신설이 매우 자유롭다. 이를 통해 약 140개의 노선이 신설되었다.

### 버스기사 근무 시간에 대한 규정
독일은 버스 기사의 근무시간이 안전과 연관이 깊음을 이해하고 근무시간에 대해 다음과 같이 규정했다.
- 운전기사는 1주일에 2일만 10시간 운전이 가능하며 그 이외에는 1일 9시간 이상을 운전할 수 없다.
- 1주일 동안 56시간 이상을, 2주일 동안 90시간 이상의 운전을 할 수 없다.
- 4시간을 운전시 무조건 45분간의 휴식을 취해야 한다.
- 버스 이동이 끝나면 그 다음 운행까지 11시간의 휴식을 취해야 한다. 단, 1주일에 3일은 9시간의 휴식만으로도 괜찮다

### 운송 약관
회사마다 규정이 조금씩 다르긴 하지만 대체로 다음과 같다.
- 한 사람당 하나의 짐을 무료로 운송할 수 있다. 그 외에는 추가요금을 내고 운송할 수 있다. 하지만 유모차는 무료이다.
- 자전거나 개와 같은 동물은 운송을 할 수 없다. 다만 시각장애인을 위한 안내견의 경우는 예외이다.

## 장점과 단점[14]

### 장점
고속버스의 가장 큰 장점은 낮은 가격이다. 기차와 비행기와 비교했을 때 현저히 낮다. 대부분 20~30유로의 가격으로 독일 전역을 갈 수 있다.
또한 고객이 편리하게 이용할 수 있는 것도 고객이 증가하고 있는 이유 중 하나이다. 대부분의 도시마다 버스정류장이 있으며, 다른 교통편과 쉽게 연결되는 지역에 정류장이 입지하도록 하였다. 그리고 거의 환승 없이 이동할 수 있어 매우 편리하다. 또 온라인 티켓팅으로 인해 언제든지 쉽게 예약을 할 수 있으며, 출발 20분 전까지는 자유롭게 변경, 취소가 가능하다. 수수료가 부가 되거나 또는 환불이 되지 않는 기차나 비행기와 달리 쿠폰의 형식으로 환불이 되어 후에 다시 사용할 수 있다. 그 외에도 수속을 밟지 않아도 되며 이를 위해 길게 줄을 서지 않아도 되는 것은 장점이다.
또 고속버스가 제공하는 시설은 고객들이 고속버스를 다시 찾는 이유 중 하나이다. 무선 인터넷이 제공되며, 버스에서 영화나 음악이 자체 미디어 센터를 통해 제공된다. 비행기나 기차에서처럼 독서를 위한 조명이 제공되며, 콘센트도 설치되어있다. 음료와 간단한 간식 등도 제공받거나, 구매가 가능하다.

### 단점
목적지가 먼 경우 이동시간이 기차와 비행기보다는 현저히 길고, 교통상황에 따라 이동시간의 변동이 크다. 그래서 정확한 시간에 도착해야 하는 고객에게는 불편을 초래 할 수 있다. 또한, 연착이 될 경우 실시간으로 공지되는 것이 아니라서 버스가 지금 어떤 상황인지 모른 채 기다려야 하는 경우가 많다.
그리고 내부에 있는 화장실은 비상상황을 위해 설치되었으나 위생사태에 문제가 있으면 긴 시간 이동해야 할 시 목적지에 멈추기 전까지는 어떠한 조치를 취하기 어렵다. 또한, 한번 착석 시 이동하기가 어렵고 옆 사람 때문에 불만을 호소하는 고객들도 있다.
또한 간혹 어떤 도시에는 공식적인 정류장이라고 말하기 힘든 곳이 있다. 어떠한 표지판도 없는 경우도 있으며, 간이 표지판 하나 세워 둔 임시정류장이 많다.그래서 처음 그곳에 도착한 여행객은 아예 정류장을 찾지 못하거나 비슷한 목적지에 버스가 여러 대 있어 자신의 버스를 찾지 못하는 경우도 있다.

## 철도 사업과의 관계
일찍부터 국내 철도 노선이 발달한 독일 내에서 고속버스 산업이 성장하기란 쉽지 않은 일이었다. 특히 ‘승객 운송에 관한 법률(Personenbeförderungsgesetz)’’로 인해 신규 고속버스 사업자들의 시장 진입이 제한되면서 오랜 기간 동안 독일의 고속버스 산업은 부진을 면치 못하는 입장이었다. 하지만 해당 법안의 개정 이후 고속버스 산업이 지속적인 성장세를 보이고 있어 철도 이용의 대안으로서 떠오르고 있다.

### 철도 이용과의 비교
독일 내에서 고속버스는 철도 운임의 약 20~60% 정도 비용으로 이용할 수 있다는 장점이 있다. 또한 고속버스는 대체로 예매 취소에 대한 환불 규정이 철도에 비해 관대한 편이다. 하지만 대부분의 고속버스 사업자는 철도와 달리 14세 이하의 어린이에게도 운임을 받는다는 점은 주의해야 한다.
또 독일의 철도는 냉방 시스템, 좌석 테이블, 그리고 식사 카트 등 고속버스에 비해 잘 정비된 시설로 높은 평가를 받고 있다. 독일 철도 산업은 2015년 보스턴 컨설팅 그룹(Boston Consulting Group, Inc.)이 발표한 종합 평가에서 유럽 6위를 차지하기도 했다. 이에 비해 독일의 고속버스 산업은 아직 시설이나 서비스에 있어서는 미흡한 경우가 많다.

### 철도 산업과의 연계
독일국영철도회사(Deutsche Bahn AG)는 현재 고속버스 사업으로 IC 부스(IC bus)를 운영하고 있다. IC 부스의 티켓은 독일국영철도회사의 여행 센터(Reisezentren)나 티켓 판매기에서 구매할 수 있으며 반카드(BahnCard)의 할인 혜택 역시 적용 받을 수 있다.

## 운영 기업과 노선 종류

### 운영 기업
2013년부터 고속버스 회사 많아져 지금은 크게 Flixbus, Postbus, Berlin Linien Bus und IC Bus (Deutsche Bahn), Megabus, Deinbus, Eurolines Germany로 6개의 회사들이 존재한다. 이 외에도 많은 고속버스 회사들이 여러 가지 노선들을 운영 중이다. 올해 Postbus와 Berlin Linien Bus는 통합되거나 없어진다.

### 노선 종류
독일은 고속버스를 통해서 국내 도시간의 이동뿐만 아니라 국제간의 이동도 가능하다. 대부분의 회사에서 이미 다양한 나라를 목적지로 하는 노선을 운영하고 있으며 다양한 노선을 운영하기 때문에 대도시뿐만 아니라 중소도시에도 노선이 지나가므로 다른 목적지를 경유해서 가기는 하지만 환승할 필요 없이 목적지까지 갈 수 있다. 독일의 고속버스는 한국과는 다르게 따로 터미널이 존재하지 않는다. 보통 공항이나 역 주변에 승하차 할 수 있는 곳이 존재한다. 노선도는 모든 회사 사이트에 제공하고 있다.

#### Flixbus
독일에서 가장 큰 고속버스 회사이다. 버스의 색은 초록색이다. 영국, 프랑스, 네덜란드, 벨기에, 이탈리아와 같은 유럽국가 총 20개국을 통하는 노선을 운영 중이다. 이뿐 아니라 독일 국내에서도 도시간 이동 노선이 매우 다양해 대부분의 도시로 이동하기에 불편함이 없다.

#### Postbus
독일의 고속버스 회사 중 2번째로 큰 회사이다. 버스의 색은 노란색이다. 노선은 회사의 규모나 입지에 비해서 다양한 편은 아니다. 2015년에 노선을 좀 더 추가하여 현재는 120개의 도시들을 목적지로 하는 노선을 운영하고 있다. 프랑스, 스페인, 이탈리아, 벨기에, 네덜란드, 덴마크, 폴란드, 체코등의 나라를 연결하고 있다.

## 버스 목록

### 베를린
| Linie       | Name | Streckenführung | Betreiber                                            | Verbundsystem                           |
| 91          | 아헨 – 베를린 | 아헨(독일어: Aachen) – 묀헨글라트바흐(독일어: Mönchengladbach) – 크레펠트(독일어: Krefeld) – 뒤스부르크(독일어: Duisburg) – 오버하우젠(독일어: Oberhausen) – 함(독일어: Hamm) – 하노버 ZOB 하노버\|ZOB – 베를린 ZOB 베를린\|ZOB | Flixbus                                              | MeinFernbus Flixbus                     |
| 5301        | 베를린 – 아헨, 뮌스터(독일어: Münster) – 아헨                                                                          | 베를린 – 브라운슈바이크 – 하노버 – 빌레펠트(독일어: Bielefeld) – 귀터슬로(독일어: Gütersloh) – 뮌스터 – 뒤스부르크 – 뒤셀도르프(독일어: Düsseldorf) – 아헨 | Berlinlinienbus                                      | Berlinlinienbus                         |
| 075         | 프랑크푸르트(독일어: Frankfurt) – 암스테르담(독일어: Amsterdam) – 베를린                                               | 프랑크푸르트암마인(독일어: Frankfurt am Main) – 쾰른(독일어: Köln) – 뒤셀도르프 – 뒤스부르크 – 이셀부르크(독일어: Isselburg) – 위트레흐트(독일어: Utrecht) – 암스테르담 (NL) – 흐로닝언(독일어: Groningen) (NL) – 리어 – 우플렌겐-리멜스 – 올덴부르크(독일어: Oldenburg) – 브레멘 – 함부르크 – 베를린 - 프랑크푸르트 – 암스테르담 – 함부르크 & 암스테르담 – 함부르크 – 베를린 | MFB MeinFernbus                                      | MeinFernbus Flixbus                     |
| 590         | 암스테르담 – 바트외인하우젠(독일어: 바트 Oeynhausen) – 베를린                                                          | 암스테르담 (네덜란드)(독일어: Niederlande) – 엔스헤데(독일어: Enschede) – 바트외인하우젠 – 하노버 – 베를린 | Flixbus                                              | MeinFernbus Flixbus                     |
|             | 베를린 – 바트벤트하임(독일어: 바트 Bentheim) – 암스테르담                                                              | 베를린 – 마그데부르크(독일어: Magdeburg) – 바트벤트하임 – 엔스헤데 – 암스테르담 (NL) | 벤트하이머 역(독일어: Bentheimer Eisenbahn), Flixbus | MeinFernbus Flixbus                     |
| 1207        | 베를린 – 콧부스(독일어: Cottbus) – 괴츨리츠(독일어: Görlitz)/잠베르크(독일어: Senftenberg) – 드레스덴(독일어: Dresden) | 베를린 – 콧부스 – 잠베르크 – 드레스덴 – 콧부스 – 베를린 쮸드쿠르즈 | Bex                                                  | Berlin Linien Bus                       |
| 40          | 브레멘 – 드레스덴 | 드레스덴 – 베를린 – 함부르크 – 브레멘 | Postbus                                              |                                         |
| 100         | 베를린 – 하노버 – 파리                                                                                                 | 베를린 – 브라운슈바이크 – 하노버 ZOB – 안트베르펜(독일어: Antwerpen) – 브뤼셀(독일어: Brüssel) – 파리 | Bex, Eurolines France, Eurolines Belgium             | Eurolines (Kabotage), Berlin Linien Bus |
| 1402        | 베를린 – 브레멘 | 베를린 – 헬름슈테르 – 브라운슈바이크 – 하노버 – 브레멘 | Bex                                                  | Berlin Linien Bus                       |
| 72          | 브레머하펜 – 베를린 | 브레머하펜(독일어: Bremerhaven) – 브레멘 – 함부르크 – 베를린 | Flixbus                                              | MeinFernbus Flixbus                     |
| 69          | 베를린 – 다름슈타트 | 베를린 – 브라운슈바이크 – 괴팅겐(독일어: Göttingen) – 카셀(독일어: Kassel) – 풀다(독일어: Fulda) – 하나우(독일어: Hanau) – 다름슈타트(독일어: Darmstadt) | Flixbus                                              | MeinFernbus Flixbus                     |
| 1202        | 베를린 – 드레스덴 | 베를린 – 쉐너펠트 공항 – 드레스덴 | Bex                                                  | Berlin Linien Bus                       |
|             | 프라하(독일어: Prag) – 베를린 – 함부르크                                                                               | 프라하 (CZ) – 드레스덴 – 쉐너펠트 공항 – 베를린 – 마그데부르크 – 볼프스부르크(독일어: Wolfsburg) – 하노버 – 브레멘 – 함부르크 | Student Agency                                       |                                         |
| 28          | 베를린 – 드레스덴 | 베를린 – 드레스덴 | Elite Traffic, Flixbus                               | MeinFernbus Flixbus                     |
| W1 (Hellö)  | 베를린 – 빈(독일어: Wien)                                                                                              | 베를린 – 드레스덴 – 프라하 – 브르노(독일어: Brünn) – 빈 (AT)(독일어: Österreich) | Hellö                                                | Berlin Linien Bus                       |
| 60          | 베를린 – 빈 | 베를린 – 드레스덴 – 프라하 – 빈 (AT) | Blaguss, Westbus, Flixbus                            | Eurolines, MeinFernbus Flixbus          |
| B1300 (EL)  | 베를린 – 프라하 | 베를린 – 드레스덴 – 프라하 (CZ) Anschlussverkehr: 브라티슬라바(독일어: Bratislava) | Deutsche Touring, Bex                                | Berlinlinienbus, Eurolines              |
| 070         | 드레스덴 – 베를린 – 함부르크                                                                                           | 드레스덴 – 베를린 알렉산더 광장 – 함부르크 | MFB MeinFernbus                                      | MeinFernbus Flixbus                     |
| 27          | 뒤셀도르프 – 베를린 | 뒤셀도르프 – 에센(독일어: essen) – 보훔(독일어: bochum) – 하노버 – 베를린 | Flixbus                                              | MeinFernbus Flixbus                     |
| 1301        | 베를린 – 뒤셀도르프 | 베를린 – 하노버 – 빌레펠트 – 도르트문트 – 에센 – 뒤셀도르프 | Bex                                                  | Berlinlinienbus                         |
| 92          | 베를린 – 뒤셀도르프 | 베를린 – 헤르네(독일어: Herne) – 에센 – 뒤셀도르프 | Flixbus                                              | MeinFernbus Flixbus                     |
| 051         | 뒤셀도르프 – 마그데부르크 – 베를린                                                                                     | 뒤셀도르프 – 에센 – 도르트문트 – 카셀 – 괴팅겐 – 제젠(독일어: Seesen) – 고슬라 – 바트 하르츠부르크 – 베르니게로데 – 브란켄부르크 – 크베들린부르크 – 아셔슬레벤 (– 할버슈타트 – 헬름슈테르) – 마그데부르크 – 베를린 | MFB MeinFernbus                                      |                                         |
| 1304        | 베를린 – 뒤스부르크 | 베를린 – 브라운슈바이크 – 하노버 ZOB – 빌레펠트 , 브락페드 역 – 귀터슬로 – 뮌스터 – 뒤스부르크 | Berlin Linien Bus                                    | Berlin Linien Bus                       |
| 1403        | 베를린 – 킬(독일어: Kiel)                                                                                              | 킬 – 오이틴(독일어: Eutin) – 뤼베크(독일어: Lübeck) – 라체부르크(독일어: Ratzeburg) – 묄른 – 베를린 | Bex                                                  | Berlin Linien Bus                       |
| 1202        | 베를린 – 에르푸르트(독일어: Erfurt)                                                                                    | 베를린 – 할레 – 예나(독일어: Jena) – 바이마르 Bahn호프 바이마르\|Bahn호프 – 에르푸르트 | Bex                                                  | Berlin Linien Bus                       |
| 052         | 베를린 – 핼리 – 게라(독일어: Zeitz)                                                                                    | 베를린 – 할레 – 메르제부르크(독일어: Merseburg) – 바이센펠스(독일어: Weißenfels) – 차이츠 – 게라 | MeinFernbus Flixbus                                  |                                         |
| K479 (Flix) | 베를린 – 오르후스(독일어: Aarhus)                                                                                      | 베를린 – 바트 제게베르크(독일어: Bad Segeberg) – 플렌스부르크(독일어:Flensburg) – 콜링(독일어:Kolding) (덴마크) – 오르후스(DK) | Abildskou                                            | Eurolines, Berlin Linien Bus, Flixbus   |
| 1302        | 베를린 – 다름슈타트 | 베를린 – 핼리 oder 라이프치히 – 예나 – 에르푸르트 – 기센, 독일 수학 박물관 – 프랑크푸르트암마인 – 다름슈타트 | Bex                                                  | Berlin Linien Bus                       |
|             | 프라이부르크 – 베를린                                                                                                  | 프라이부르크 – 카를스루에(독일어: Karlsruhe) – 만하임(독일어: Mannheim) – 프랑크푸르트 – 베를린 | Flixbus                                              | MeinFernbus Flixbus                     |
| 015         | 프라이부르크 – 베를린                                                                                                  | 프라이부르크 – 카를스루에 –슈투크카르트 – 뷔르츠부르크(독일어: Würzburg) – 라이프치히 – 베를린 | MFB MeinFernbus                                      | MeinFernbus Flixbus                     |
| 1203        | 프라이부르크 – 베를린                                                                                                  | 프라이부르크 – 카를스루에 – 슈투크카르트 – 뷔르츠부르크 – 라이프치히 – 베를린 | Bex                                                  | Berlinlinienbus                         |
| N15         | 프라이부르크 – 슈투트카르트 – 베를린                                                                                   | 프라이부르크임브라이스가우 – 카를스루에 – 슈투크카르트 – 하일브론(독일어: Heilbronn)/네카르줄름(독일어: Neckarsulm – 뷔르츠부르크 – 라이프치히 – 베를린 | MFB MeinFernbus                                      | MeinFernbus Flixbus                     |
| 88          | Ringlinie 하노버 – 함부르크 – 베를린 – 하노버                                                                          | 하노버 – 함부르크 – 베를린 – 하노버 |                                                      | Flixbus                                 |
| 1401        | 베를린 – 함부르크 (Schnellverkehr)                                                                                     | 베를린 – 함부르크 | HARU                                                 | Berlin Linien Bus                       |
| 22          | 베를린 – 함부르크 | 베를린 – 함부르크 | Elite Traffic, Flixbus                               | MeinFernbus Flixbus                     |
| 050         | 킬 – 함부르크 – 베를린                                                                                                 | 킬 – 칼텐키르헨(독일어: Kaltenkirchen) – 함부르크 – 베를린 | MFB MeinFernbus                                      |                                         |
| 206         | 킬 – 함부르크 | 킬 – 함부르크 – 베를린 | Autokraft                                            | Berlin Linien Bus                       |
| 058         | 베를린 – 하노버 – 크레펠트                                                                                             | 베를린 – 하노버 – 함 – 헤르네 – 보트로프 – 오버하우젠 – 뒤스부르크 – 크레펠트 | MFB MeinFernbus                                      |                                         |
| 1210        | 베를린 – 하일브론 | 베를린 – 핼리 – 예나 – 바이마르 – 에르푸르트 – 뷔르츠부르크 – 하일브론 | Bex                                                  | Berlin Linien Bus                       |
| 030         | 베를린 – 코블렌츠(독일어: Koblenz)                                                                                     | 베를린 – 바징하우젠 – 도르트문트 – 에센 – 뒤셀도르프 – 코블렌츠 | MFB MeinFernbus                                      |                                         |
| 67          | 코블렌츠 – 베를린 | 코블렌츠 – 기센 – 마르부르크 – 카셀 – 괴팅겐 – 베를린 |                                                      | Flixbus                                 |
| 1406        | 베를린 – 쾰른 | 베를린 – 포츠담(독일어: Potsdam) – 마그데부르크– 하노버 – 부퍼탈(독일어: Wuppertal) – 쾰른 , 공항 | Berlinlinienbus                                      | Berlinlinienbus                         |
| N30         | 드레스덴 – 베를린 – 쾰른                                                                                               | 드레스덴 – 베를린 – 하노버 – 도르트문트 – 에센 – 뒤셀도르프 – 쾰른 | MFB MeinFernbus                                      |                                         |
| 89          | 베를린 – 뒤셀도르프 | 베를린 – 할레 – 라이프치히 – 마르부르크 (Lahn) – 지겐(독일어: Siegen) – 쾰른 – 뒤셀도르프 |                                                      | Flixbus                                 |
| 078         | 쾰른 – 라이프치히 – 베를린                                                                                             | 쾰른 – 지겐 – 기센 – 바트 헤르스펠트로텐부르크 – 아이제나흐(독일어: Eisenach) – 라이프치히 – 베를린 | MFB MeinFernbus                                      |                                         |
| 064         | 베를린 – 카셀 – 쾰른                                                                                                   | 베를린 – 브라운슈바이크 – 괴팅겐 – 카셀 – 부퍼탈 – 쾰른 | MFB MeinFernbus                                      |                                         |
| 16          | 쾰른 – 베를린 | 쾰른 – 도르트문트 – 하노버 – 브라운슈바이크 – 베를린 |                                                      | Flixbus                                 |
| 61          | 쾰른 – 베를린 | 본(독일어: bonn) – 쾰른 – 부퍼탈 – 빌레펠트 – 베를린 |                                                      | Flixbus                                 |
| 038         | 본 – 쾰른 – 베를린 | 오이스키르헨 – 본 – 쾰른 – 부퍼탈 – 베를린 | MFB MeinFernbus                                      |                                         |
| 70          | 콘스탄츠 – 베를린 | 콘스탄츠(독일어: Konstanz) – 징겐(독일어: Singen) – 필링겐-슈베닝겐(독일어: Villingen-Schwenningen) – 튀빙겐 – 슈투트카르트 공항 – 슈투트카르트 – 뷔르츠부르크 – 라이프치히 – 베를린 | Flixbus                                              | MeinFernbus Flixbus                     |
| 006         | 취리히 – 뮌헨 – 베를린                                                                                                 | 취리히(독일어: Zürich) (CH) – 콘스탄츠 – 메어스부르크(독일어: Meersburg) – 프리드리히스하펜(독일어: Friedrichshafen) – 뮌헨 – 뉘른베르크 – 바이로이트 – 힘멜크론 – 뮌흐베르크 – 라이프치히 – 베를린 | Flixbus                                              | Flixbus                                 |
| N06         | 취리히 – 뮌헨 – 베를린                                                                                                 | 취리히 (CH) – 콘스탄츠 – 메어스부르크 – 프리드리히스하펜 – 뮌헨 – 바이로이트 – 힘멜크론 – 라이프치히 – 베를린 | Flixbus                                              | Flixbus                                 |
| 1407        | 베를린 – 베를린, ZOB – 슈베린 – 퀼룽스보른                                                                             | 베를린 – 슈베린 – 비스마르 – 퀼룽스보른 | Bex                                                  | Berlin Linien Bus                       |
| 50          | 베를린 – 취리히 | 베를린 – 쉬코이디츠 – 라이프치히 – 예나- 예나 역 – 에르푸르트 – 프랑크푸르트 – 다름슈타트 – 하이델베르크(독일어: Heidelberg) – 만하임 – 카를스루에 – 슈투트카르트 – 징겐 – 취리히 (CH) | Postbus                                              |                                         |
| 025         | 라이프치히 – 베를린 | 라이프치히 – 베를린 | MFB MeinFernbus                                      |                                         |
| 65          | 라이프치히 – 베를린 | 라이프치히 – 베를린 알렉산더 광장 | MFB MeinFernbus                                      |                                         |
| 021         | 베를린 – 뷔르츠부르크 – 렌다바                                                                                         | 베를린 – 라이프치히 공항 – 밤베르크 – 뷔르츠부르크 – 로텐부르크오프데어타우버(독일어:로텐부르크 ob der Tauber) – 울름(독일어: Ulm) – 렌다바 | Bex                                                  | Berlin Linien Bus                       |
| 009         | 루드비히스하펜 – 뉘른베르크 – 베를린                                                                                   | 뉘른베르크 – 네카르줄름 – 하이델베르크 – 만하임 – 루트비히스하펜 – 바이로이트 – 베를린 | MFB MeinFernbus                                      |                                         |
| 026         | 베를린 – 프랑크푸르트 – 트리어 – 룩셈부르크 (DELUX express)                                                            | 프랑크푸르트암마인 – 프랑크푸르트 공항 – 마인츠(독일어: Mainz) – 카이저슬라우테른(독일어: Kaiserslautern) – 트리어(독일어: Trier) – 룩셈부르크 | DeLux Express/MFB MeinFernbus                        | MeinFernbus Flixbus                     |
| 1201        | 베를린 – 뮌헨 | 베를린 – 라이프치히 공항 – 라이프치히 – 루돌프스타인 – 호프 – 바이로이트 – 뉘른베르크 – 잉골슈타트 – 뮌헨 ZOB | Bex                                                  | Berlin Linien Bus                       |
| 034         | 베를린 – 뮌헨 | 베를린 – 뮌흐베르크 – 바이로이트 – 뮌헨 | MFB MeinFernbus                                      |                                         |
| 51          | 베를린 – 뉘른베르크 – 뮌헨                                                                                             | 베를린 – 라이프치히 – 바이로이트 – 뉘른베르크 공항 – 뮌헨 | Postbus                                              |                                         |
| 24          | 베를린 – 라이프치히 – 뮌헨                                                                                             | 베를린 – 라이프치히 – 뮌헨 |                                                      | Flixbus                                 |
| 14          | 뮌스터 – 베를린 | 뮌스터 – 오스나브뤼크(독일어: Osnabrück) – 하노버 – 베를린 |                                                      | Flixbus                                 |
| 031         | 뮌스터 – 하노버 – 베를린                                                                                               | 뮌스터 – 오스나브뤼크 – 멜레 – 뷘데 – 바트외인하우젠 – 하노버 – 베를린 | MFB MeinFernbus                                      |                                         |
| 049         | 베를린 – 뤼베크 – 노이뮌스터                                                                                           | 베를린 – 슈베린 – 뤼베크 – 바트 제게베르크 – 노이뮌스터 | MFB MeinFernbus                                      |                                         |
| 1209        | 베를린 – 파사우 (바트 퓌씽)                                                                                            | 베를린 – 라이프치히 – 호프 – 레겐스부르크 – 데겐도르프 – 파사우 – 바트 퓌씽 – 바트 그리스바흐 – 바트 비른바흐 | Bex                                                  | Berlin Linien Bus                       |
| 96          | 파사우 – 베를린 | 베를린 – 라이프치히 – 뉘른베르크 – 레겐스부르크 – 파사우 |                                                      | Flixbus                                 |
| 041         | 베를린 – 레겐스부르크 – 파사우                                                                                         | 베를린 – 호프 – 젤프 – 바이덴 – 슈반도르프 – 레겐스부르크 – 데겐도르프 – 파사우 | MFB MeinFernbus                                      |                                         |
| 93          | 베를린 – 파더보른 | 베를린 – 마그데부르크 – 브라운슈바이크 – 잘츠키터(독일어: Salzgitter) – 힐데스하임(독일어: Hildesheim) – 하멜른(독일어: Hameln) – 데트몰드(독일어: Detmold) – 파더보른 |                                                      | Flixbus                                 |
| 059         | 베를린 – 하노버 – 파더보른                                                                                             | 베를린 – 하노버 – 빌레펠트 – 파더보른 | MFB MeinFernbus                                      |                                         |
| 64          | 로이틀링겐 – 베를린 | 로이틀링겐(독일어: Reutlingen) – 튀빙겐 – 슈투트카르트 공항 – 하일브론 – 뉘른베르크 – 바이로이트 – 베를린 |                                                      | Flixbus                                 |
| 42          | 뮌헨 – 로스토크 | 뮌헨 – 암베르크(독일어: Amberg) – 뉘른베르크 – 바이로이트 – 라이프치히 – 베를린 – 로스토크 | Omnibus Koch                                         | Flixbus                                 |
| 047         | 바르네뮌데 – 베를린 – 드레스덴                                                                                         | 로스토크 – 베를린 – 드레스덴 | MFB MeinFernbus                                      |                                         |
| 514         | 라이프치히 – 베를린 – 로스토크                                                                                         | 라이프치히 – 베를린 – 로스토크 |                                                      | Flixbus                                 |
| 68          | 베를린 – 에르푸르트 – 로텐부르크                                                                                       | 베를린 – 할레 – 예나 – 바이마르 – 에르푸르트 – 샤토됭 – 뷔르츠부르크 – 로텐부르크 |                                                      | Flixbus                                 |
| 63          | 베를린 – 자르브뤼켄(독일어: Saarbrücken)                                                                               | 베를린 – 프랑크푸르트암마인 – 마인츠 – 카이저슬라우테른 – 자르브뤼켄 | Traco Tours, Flixbus                                 | MeinFernbus Flixbus                     |
| 013         | 자르브뤼켄 – 프랑크푸르트 – 베를린                                                                                     | 자르브뤼켄 – 홈부르크 – 비스바덴 – 마인츠 – 프랑크푸르트 암마인 공항 – 프랑크푸르트암마인 – 베를린 | MFB MeinFernbus                                      |                                         |
| N13         | 베를린 – 프랑크푸르트 – 자르브뤼켄                                                                                     | 베를린 – 라이프치히 – 프랑크푸르트 – 프랑크푸르트 암마인 공항 – 마인츠 – 카이저슬라우테른 – 홈부르크 – 자르브뤼켄 | MFB MeinFernbus                                      |                                         |
| 014         | 슈파이어 – 베를린 | 슈파이어 – 슈베칭엔 궁전 – 하이델베르크 – 벤스하임(독일어: Bensheim) – 프랑크푸르트 암마인 공항 – 알스펠트 – 바트 헤르스펠트로텐부르크 – 베를린 | MFB MeinFernbus                                      |                                         |
| 50          | 베를린 – 프랑크푸르트 – 슈투트카르트                                                                                   | 베를린 – 라이프치히 – 에르푸르트 – 프랑크푸르트암마인 – 만하임 – 카를스루에 –슈투트카르트 공항 | Postbus                                              |                                         |
| 1204        | 베를린 – 뷔르츠부르크 – 슈투트카르트                                                                                   | 베를린 – 핼리 – 예나 – 에르푸르트, 에르푸르트 바이마르 공항 – 뷔르츠부르크 – 슈투트카르트 | Berlin Linien Bus                                    |                                         |
| 017         | 베를린 – 뮌스터 – 프랑크푸르트암마인 – 슈투트카르트                                                                    | 베를린 – 하노버 – 바트외인하우젠 – 오스나브뤼크 – 뮌스터 – 도르트문트 – 지겐 – 프랑크푸르트암마인 – 프랑크푸르트 공항 – 다름슈타트 – 카를스루에 – 슈투트카르트 | MFB MeinFernbus                                      |                                         |
| 042         | 튀빙겐 – 슈투트카르트 – 뉘른베르크 – 베를린                                                                            | 튀빙겐 – 로이틀링겐 – 슈투트카르트 – 뉘른베르크 – 베를린 | MFB MeinFernbus                                      |                                         |
| 044         | 암스테르담 /비트문드 – 브레멘 – 베를린                                                                                 | 암스테르담 (NL) – 흐로닝언 (NL) – 리어 – 우플렌겐-리멜스 – 올덴부르크 – 델몬호르스트 – 브레멘 – 베를린 | MFB MeinFernbus                                      |                                         |
| 585         | 베를린 – 바젤 | 베를린 – 프라이부르크 – 뢰어라흐 – 바젤 |                                                      | Flixbus                                 |
| N75+        | 암스테르담 – 브레멘 – 함부르크 – 베를린                                                                                | 암스테르담 (NL) – 흐로닝언 (NL) – 브레멘 – 함부르크 – 베를린 | MFB MeinFernbus                                      |                                         |
| 1205        | 베를린 – 하르츠 | 베를린 – 마그데부르크 – 크베들린부르크 – 탈레 – 브란켄부르크 – 베르니게로데 – 바트 하르츠부르크 – 고슬라 – 클라우스탈-첼러펠트 – 브라운라제 – 바트 라우터백 – 바트 사흐사 | Bex                                                  | Berlin Linien Bus                       |
| 12          | 노르트라인베스트팔렌 – 베를린                                                                                          | 본 – 쾰른 – 뒤셀도르프 – 뒤스부르크 – 에센 – 보훔 – 도르트문트 – 빌레펠트 (브락페드 역) – 하노버 – 브라운슈바이크 – 볼프스부르크 – 마그데부르크 – 베를린 | Postbus                                              |                                         |
| 1405        | 베를린 - 뤼겐 (슈트랄준트)                                                                                             | 베를린 – 베를린, ZOB – 노이브란덴부르크 – 그라이프스발트 – 슈트랄준트 – 베르겐 – 빈츠 – 젤린 – 뤼겐 | Bex                                                  | Berlin Linien Bus                       |
| 039         | 뤼겐 – 베를린 – 뮌헨                                                                                                   | 괴렌 – 젤린 – 빈츠 – 베르겐 auf 뤼겐 – 슈트랄준트 – 그라이프스발트 – 베를린 – 공항 베를린 – 드레스덴 – 켐니츠 – 츠비카우 – 레겐스부르크 – 뮌헨 | MFB MeinFernbus                                      | MeinFernbus Flixbus                     |
| 1208        | 베를린 - 츠비카우 | 베를린 - 라이프치히 – 켐니츠 – 츠비카우 | Berlin Linien Bus                                    | Berlin Linien Bus                       |

### 브레멘
| Linie | Name                  | Streckenführung                                                                   | Betreiber | Verbundsystem       |
| 29    | 올덴부르크 – 드레스덴 | 올덴부르크 (Oldb) – 브레멘 – 하노버 – 마그데부르크 – 할레 – 라이프치히 – 드레스덴 | Flixbus   | MeinFernbus Flixbus |

### 도르트문트
| Linie | Name                    | Streckenführung                                                           | Betreiber | Verbundsystem       |
| 592   | 도르트문트 – 암스테르담 | 도르트문트 – 보훔 – 에센 – 뒤스부르크 – 위트레흐트 (NL) – 암스테르담 (NL) | Flixbus   | MeinFernbus Flixbus |

### 드레스덴
| Linie | Name                                 | Streckenführung | Betreiber       | Verbundsystem       |  |
| 29    | 올덴부르크 – 드레스덴                | 올덴부르크 (Oldb) – 브레멘 – 하노버 – 마그데부르크 – 할레 – 드레스덴                                               | Flixbus         | MeinFernbus Flixbus |  |
|       | 드레스덴 – 하노버 – 암스테르담 (067) | 드레스덴 – 라이프치히 – 할레 – 마그데부르크 – 브라운슈바이크 – 하노버 – 바트외인하우젠 – 오스나브뤼크 – 암스테르담 | MFB MeinFernbus | MeinFernbus Flixbus |  |

### 뒤셀도르프
| Linie | Name                  | Streckenführung                                                                                            | Betreiber | Verbundsystem       |
| 41    | 드레스덴 – 뒤셀도르프 | 드레스덴 – 라이프치히 – 괴팅겐 – 카셀 – 에센 – 뒤셀도르프                                                  | Flixbus   | MeinFernbus Flixbus |
| 23    | 드레스덴 – 뒤셀도르프 | 드레스덴 – 라이프치히 – 할레 – 카셀 – 도르트문트 – 에센 – 뒤셀도르프                                       | Flixbus   | MeinFernbus Flixbus |
| 86    | 드레스덴 – 뒤셀도르프 | 드레스덴 – 예나 – 바이마르 – 에르푸르트 – 카셀 – 보훔 – 에센 – 뒤셀도르프                                  | Flixbus   | MeinFernbus Flixbus |
| 76    | 드레스덴 – 뒤셀도르프 | 드레스덴 – 켐니츠 – 게라 – 예나 – 에르푸르트 – 바트 헤르스펠트로텐부르크 – 기센 – 지겐 – 쾰른 – 뒤셀도르프 | Flixbus   | MeinFernbus Flixbus |

### 프랑크푸르트암마인
| Linie | Name                                           | Streckenführung | Betreiber        | Verbundsystem |
| 586   | 브레멘 – 프랑크푸르트 – 바젤                   | 브레멘 – 하노버 – 힐데스하임 – 카셀 – 마르부르크 – 프랑크푸르트암마인 – 하이델베르크 – 카를스루에 – 프라이부르크 – 뢰어라흐 - 바젤                     |                  | Flixbus       |
| 83    | 자르브뤼켄 – 프랑크푸르트/M – 드레스덴         | 자르브뤼켄 – 마인츠 – 프랑크푸르트/Main – 기센 – 알스펠트 – 라이프치히 – 드레스덴                                                                      |                  | Flixbus       |
| 012   | 루드비히스하펜 – 프랑크푸르트암마인 – 드레스덴 | 루드비히스하펜 – 만하임 – 하이델베르크 – 프랑크푸르트/Main – 라이프치히 – 드레스덴                                                                     | MFB MeinFernbus  |               |
| 17    | 드레스덴 – 프랑크푸르트                        | 드레스덴 – 켐니츠 – 예나 – 에르푸르트 – 기센 – 프랑크푸르트암마인 – 마인츠                                                                             | August 킬 Reisen | Flixbus       |
| 016   | 프라이부르크 – 프랑크푸르트 – 에센             | 프라이부르크 – 카를스루에 – 만하임 – 프랑크푸르트 암마인 공항 – 프랑크푸르트암마인 – 지겐 – 도르트문트 – 에센                                          | MFB MeinFernbus  |               |
| 11    | 뮌스터 – 프랑크푸르트/M – 뮌헨                 | 뮌스터 – 도르트문트 – 지겐 – 기센 – 프랑크푸르트암마인 – 뉘른베르크 – 뮌헨                                                                             |                  | Flixbus       |
| B300  | 프랑크푸르트 – 프라하 – Brno                   | 프랑크푸르트암마인 – 뉘른베르크 – 플젠 – 프라하 – Brno                                                                                                 | Deutsche Touring | Eurolines     |
| 022   | 프라이부르크 – 프랑크푸르트 – 올덴부르크       | 뢰어라흐 – 프라이부르크임브라이스가우 – 카를스루에 – 만하임 – 프랑크푸르트 암마인 공항 – 프랑크푸르트암마인 Hbf. – 하노버 – 브레멘 – 올덴부르크 (Oldb) | MFB MeinFernbus  |               |
| IT36  | 프랑크푸르트 – Turin                           | 프랑크푸르트암마인 – 만하임 – 카를스루에 – 슈투트카르트 – 밀라노 – 투린 (IT)                                                                           | Deutsche Touring | Eurolines     |
|       | 프랑크푸르트 – 튀빙겐                          | 프랑크푸르트암마인 – 하이델베르크 – 하일브론 – 슈투트카르트 – 튀빙겐                                                                                   | DeinBus.de       |               |
| W2    | 빈 – 프랑크푸르트                              | 빈 (A) – Linz (A) – 레겐스부르크 – 뉘른베르크 – 프랑크푸르트                                                                                           | Hellö            |               |
| 007   | 프랑크푸르트 – 취리히                          | 프랑크푸르트암마인 – 다름슈타트 – 하이델베르크 – 유로파 파크 – 프라이부르크임브라이스가우 – 뢰어라흐 – 취리히 (CH)                                     | MFB MeinFernbus  |               |

### 프라이부르크임브라이스가우
| Linie | Name                    | Streckenführung                                                          | Betreiber  | Verbundsystem |
|       | 프라이부르크 – 콘스탄츠 | 프라이부르크임브라이스가우 – 징겐 – 마이나우 – 콘스탄츠                  | DeinBus.de |               |
|       | 프라이부르크 – 트리어   | 프라이부르크임브라이스가우 ZOB – 켈 – 스타스부르크 – 자르브뤼켄 – 트리어 | DeinBus.de |               |

### 함부르크
| Linie  | Name                                          | Streckenführung | Betreiber        | Verbundsystem       |         |
|        | 암스테르담 – 흐로닝언 – 브레멘 – 함부르크     | 암스테르담 (NL) – 흐로닝언 (NL) – 우플렌겐-리멜스 – 올덴부르크 – 브레멘 – 함부르크 | Flixbus          | MeinFernbus Flixbus |         |
| 591    | 킬 – 암스테르담                               | 킬 – 함부르크 – 브레멘 – 올덴부르크 – 흐로닝언 (NL) – 암스테르담 (NL) |                  | Flixbus             |         |
| 19     | 로스토크 – 함부르크 – 아헨                    | 로스토크 – 비스마르 – 뤼베크 – 함부르크 – 브레멘 – 뮌스터 – 레클링하우젠 – 오버하우젠 – 뒤스부르크 – 크레펠트 – 묀헨글라트바흐 – 아헨                                                 |                  | Flixbus             |         |
| 5302   | 로스토크 – 뤼베크/슈베린 – 함부르크 – 브레멘  | 로스토크 – 뤼베크/슈베린 – 함부르크 – 브레멘 | Berlinlinienbus  | Berlinlinienbus     |         |
| 15     | 함부르크 – 드레스덴                           | 함부르크 – 브라운슈바이크 – 라이프치히 – 드레스덴 |                  | Flixbus             |         |
| 79     | 함부르크 – 켐니츠                             | 함부르크 – 하노버 – 노르트하우젠 – 에르푸르트 – 예나 – 게라 – 켐니츠 |                  | Flixbus             |         |
| 2201   | 함부르크 – 프라이부르크                       | 함부르크 – 하노버 – 괴팅겐 – 카셀 – 프랑크푸르트 – 만하임 – 카를스루에 – 프라이부르크                                                                                                 | Berlinlinienbus  | Berlinlinienbus     | Flixbus |
| 37     | 뒤스부르크 – 도르트문트 – 함부르크            | 뒤스부르크 – 에센 – 보훔 – 도르트문트 – 뮌스터 – 브레멘 – 함부르크 |                  | Flixbus             |         |
| 12     | 카를스루에 – 함부르크                         | 함부르크 – 하노버 – 괴팅겐 – 카셀 – 알스펠트 – 기센 – 프랑크푸르트암마인 – 만하임 – 카를스루에                                                                                        | Schack Touristik | Flixbus             |         |
| 033    | 함부르크 – 프랑크푸르트                       | 프랑크푸르트암마인 – 괴팅겐 – 힐데스하임 – 함부르크 | MFB MeinFernbus  |                     |         |
| 33     | 함부르크 – 프라이부르크                       | 함부르크 – 하노버 – 괴팅겐 – 카셀 – 뷔르츠부르크 – 슈투트카르트 공항 – 로이틀링겐 – 튀빙겐 – 프라이부르크임브라이스가우                                                               |                  | Flixbus             |         |
| 37     | 함부르크 – 뒤스부르크                         | 함부르크 – 브레멘 – 도르트문트 – 보훔 – 에센 – 뒤스부르크 |                  | Flixbus             |         |
| 079    | 예나 – 킬                                     | 예나 – 바이마르 – 에르푸르트 – 괴팅겐 – 하노버 – 함부르크 – 킬 | MFB MeinFernbus  |                     |         |
| 21     | 함부르크 – 쾰른                               | 함부르크 – 빌레펠트 – 부퍼탈 – Leverkusen – 쾰른 |                  | Flixbus             |         |
|        | 함부르크 – 쾰른                               | 함부르크 – 브레멘 – 뒤셀도르프 – 쾰른 |                  | Flixbus             |         |
| 13     | 함부르크 – 쾰른                               | 함부르크 – 브레멘 – 오스나브뤼크 – 뮌스터 – 뒤셀도르프 – 쾰른 |                  | Flixbus             |         |
| BC 145 | 코펜하겐 – 로테르담                           | 코펜하겐 – 뤼베크 – 함부르크 – 브레멘 – 올덴부르크 (Oldb) – 흐로닝언 (NL) – 암스테르담 (NL) – 헤이그 (NL) – 로테르담 (NL)                                                             | Deutsche Touring | Eurolines           |         |
| 31     | 함부르크 – 뮌헨                               | 함부르크 – 하노버 – 괴팅겐 – 밤베르크 – 뉘른베르크 (공항) – 뮌헨 | Postbus          |                     |         |
| 005    | 함부르크 – 브라운슈바이크 – 뮌헨              | 함부르크 – 베르겐 – 첼레 – 브라운슈바이크 – 마그데부르크 – 라이프치히 – 뉘른베르크 – 뮌헨                                                                                             | MFB MeinFernbus  |                     |         |
| X05    | 함부르크 – 뮌헨                               | 함부르크 – 하노버 – 괴팅겐 – 풀다 항 – 뮌헨 | MFB MeinFernbus  |                     |         |
| 80     | 뮌헨 – 함부르크                               | 뮌헨 – 뉘른베르크 – 할레 – 마그데부르크 – 브라운슈바이크 – 함부르크 |                  | Flixbus             |         |
| 510    | 뮌헨 – 함부르크                               | 뮌헨 – 아우쿠스부르크(독일어: Augusbrug) – 울름 – 슈투트카르트 공항 – 뷔르츠부르크 – 풀다 – 카셀 – 함부르크                                                                           |                  | Flixbus             |         |
| N05    | 뮌헨 – 함부르크 – 질트                        | 뮌헨 – 뉘른베르크 – 에를랑겐 – 뷔르츠부르크 – 하노버 – 함부르크 – 킬 – 플렌스부르크 – 니뷜 – 질트                                                                                     | Flixbus          | Flixbus             |         |
| N07    | 함부르크 – 밀라노                             | 함부르크 – 하노버 – 괴팅겐 – 프랑크푸르트암마인 – 만하임 – 하이델베르크 – 카를스루에 – 프라이부르크임브라이스가우 – 뢰어라흐 – 취리히 (CH) – 밀라노 (IT)                              | MFB MeinFernbus  |                     |         |
|        | 9EURO Bus 함부르크 – 프랑크푸르트 – 만하임    | 공항 함부르크 – 함부르크 ZOB – 하노버 공항 – 하노버 ZOB – 프랑크푸르트암마인 – 프랑크푸르트 암마인 공항 – 다름슈타트 – 하이델베르크 – 만하임 ZOB                                      | Deutsche Touring |                     |         |
| 20     | 뉘른베르크 – 카셀 – 함부르크                  | 뉘른베르크 – 에를랑겐 – 밤베르크 – 샤토됭 – 뷔르츠부르크 – 풀다 – 카셀 – 괴팅겐 – 하노버 – 함부르크                                                                                   |                  | Flixbus             |         |
| 024    | 취리히 – 슈투트카르트 – 함부르크              | 취리히 – 콘스탄츠 – 슈투트카르트 – 뷔르츠부르크 – 괴팅겐 – 하노버 – 함부르크 | MFB MeinFernbus  |                     |         |
| 60     | 노르트라인베스트팔렌 – 킬/로스토크 – 치노비츠 | 본 – 쾰른 – 부퍼탈 – 뒤셀도르프 – 뒤스부르크 – 에센 – 도르트문트 – 뮌스터 – 오스나브뤼크 – 브레멘 – 함부르크 – 킬 – 뤼베크 – 로스토크 – 그라이프스발트 – 루브민 – 볼카스트 – 치노비츠 | Postbus          |                     |         |
| 30     | 킬 – 슈투트카르트                             | 킬 – 함부르크 – 솔토우 – 하노버 – 괴팅겐 – 카셀 – 프랑크푸르트 – 만하임 – 카를스루에 – 슈투트카르트                                                                                   | Postbus          |                     |         |
| 78     | 킬 – 비스바덴                                 | 킬 – 함부르크 – 브레멘 – 뒤셀도르프 – 본 – 코블렌츠 – 마인츠 – 비스바덴 |                  | Flixbus             |         |
| 87     | 함부르크 – 튀빙겐                             | 함부르크 – 브레멘 – 오스나브뤼크 – 뮌스터 – 도르트문트 – 프랑크푸르트 – 하이델베르크 – 하일브론 – 슈투트카르트 – 튀빙겐                                                               |                  | Flixbus             |         |

### 라이프치히
| Linie | Name    | Streckenführung                                        | Betreiber | Verbundsystem                    |
| 651   | Unisaxe | 켐니츠 – 하트만스도르프 – 뮐라우 – 페니크 – 라이프치히 | RBM       | VMS (켐니츠-Penig als Linie 650) |

### 뮌헨
| Linie | Name                                   | Streckenführung | Betreiber                      | Verbundsystem       |
| –     | 울름 – 뮌헨 – 바이로이트               | 울름 – 아우쿠스부르크 – 뮌헨 – 잉골슈타트 – 뉘른베르크 – 바이로이트                                                                                                | Deutsche Touring               | Eurolines           |
| 81    | 브레멘 – 뮌헨                          | 브레멘 – 오스나브뤼크 – 빌레펠트 – 파더보른 – 마르부르크 – 기센 – 아샤펜부르크 – 뷔르츠부르크 – 뉘른베르크 – 뮌헨                                                  |                                | Flixbus             |
| 52    | 드레스덴 – 뮌헨                        | 드레스덴 – 켐니츠 – 레겐스부르크 – 란츠후트 – 뮌헨, 공항 – 뮌헨 | Postbus                        |                     |
| 5101  | 라이프치히 – 예나 – 뮌헨               | 라이프치히 – 예나 – 뉘른베르크 | Berlin Linien Bus              | Berlin Linien Bus   |
| 5102  | 라이프치히 – 예나 – 뮌헨               | 예나 – 바이마르 – 에르푸르트, 공항 – 밤베르크 뉘른베르크 – 잉골슈타트 – 뮌헨                                                                                       | Berlin Linien Bus              | Berlin Linien Bus   |
| 25    | 드레스덴 – 뮌헨                        | 드레스덴 – 켐니츠 – 뉘른베르크 – 뮌헨 |                                | Flixbus             |
| 73    | 드레스덴 – 뮌헨                        | 드레스덴 – 켐니츠 – 츠비카우 – 레겐스부르크 – 뮌헨 | Baumann Busbetrieb             | Flixbus             |
| 43    | 뒤스부르크 – 뮌헨                      | 뒤스부르크 – 뒤셀도르프 – 쾰른 – 프랑크푸르트암마인 – 뷔르츠부르크 – 에를랑겐 – 뉘른베르크 – 슈바바흐 – 뮌헨                                                       | Omnibus Koch                   | Flixbu              |
| 027   | 뮌헨 – 에센                            | 뮌헨 – 아우쿠스부르크 – 슈투트카르트 – 카를스루에 – 하이델베르크 – 만하임 – 쾰른 – 뒤셀도르프 – 에센 – 아우쿠스부르크                                              | MFB MeinFernbus                |                     |
| 39    | 뮌헨 – 에센                            | 뮌헨 – 슈투트카르트 공항 – 카를스루에 – 만하임 – 마인츠 – 쾰른 – 뒤셀도르프 – 에센                                                                                 | Flixbus                        | Flixbus             |
| N36   | 프랑크푸르트 – 뮌헨 – 빈               | 프랑크푸르트암마인 – 하이델베르크 – 하일브론 – 슈투트카르트 – 슈투트카르트 공항 – 울름 – 아우쿠스부르크 – 뮌헨 – 빈                                                |                                | Flixbus             |
| 227   | 뮌헨 – 도르트문트                      | 뮌헨 – 아우쿠스부르크 – 울름 – 슈투트카르트 공항 – 카를스루에 – 하이델베르크 – 만하임 – 다름슈타트 – 본 – 레버쿠젠 – 뒤셀도르프 – 에센 – 보훔 – 도르트문트         |                                | Flixbus             |
| N27   | 에센 – 카를스루에 – 뮌헨               | 에센 – 뒤셀도르프 – 쾰른 – 만하임 – 하이델베르크 – 카를스루에 – 슈투트카르트 – 울름 – 아우쿠스부르크 – 뮌헨                                                        | MFB MeinFernbus                |                     |
| 092   | 만하임 – 슈투트카르트 – 뮌헨           | 만하임 – 하이델베르크 – 카를스루에 – 슈투트카르트 – 아우쿠스부르크 – 뮌헨                                                                                          | MFB MeinFernbus                |                     |
|       | 뮌헨 – 프랑크푸르트                    | 뮌헨 – 슈투트카르트 공항 – 하일브론 – 하이델베르크 – 프랑크푸르트암마인                                                                                            | DeinBus.de                     |                     |
|       | 뮌헨 – 프랑크푸르트                    | 뮌헨 – 카를스루에 – 만하임 – 프랑크푸르트암마인 | Baumann Busbetrieb, Flixbus    | MeinFernbus Flixbus |
| 001   | 프라이부르크 – 프리드리히스하펜 – 뮌헨 | 프라이부르크임브라이스가우 – 티티제 – 메어스부르크 – 하그나우 – 임멘슈타드 – 프리드리히스하펜 – 뮌헨                                                               | VBM Busreisen, Flixbus         | Flixbus             |
| 028   | 아헨/코블렌츠 – 뮌헨                   | 아헨 – 쾰른 – 본 – 코블렌츠 – 마인츠 – 비스바덴 – 프랑크푸르트 암마인 공항 – 프랑크푸르트암마인 – 뷔르츠부르크 – 에를랑겐 – 뮌헨                                   | MFB MeinFernbus                | MeinFernbus Flixbus |
| 83    | 뮌헨 – 레겐스부르크 – 프라하           | 뮌헨 – 레겐스부르크 – 플젠 – 프라하 (CZ) | AutobusOberbayern, MeinFernbus | MeinFernbus Flixbus |
|       | 뮌헨 – 슈투트카르트 – 튀빙겐           | 뮌헨 – 슈투트카르트 공항 – 튀빙겐 | DeinBus.de                     |                     |
| X06   | 취리히 – 뮌헨                          | 취리히 – 뮌헨 | Flixbus                        | Flixbus             |
| 206   | 뢰어라흐 – 장크트갈렌 – 뮌헨           | 뢰어라흐 – 바젤 (CH) – 빈터투어 (CH) – 장크트갈렌 (CH) – 뮌헨 | Flixbus                        | Flixbus             |
| 101   | 튀빙겐 – 뮌헨                          | 프라이부르크임브라이스가우 – 티티제 – 필링겐-슈베닝겐 – 튀빙겐 – 로이틀링겐 – 슈투트카르트 공항 – 메칭엔 – 바트 우라흐 – 메르클링겐 – 울름 – 아우쿠스부르크 – 뮌헨 | Kocher Ι Lutz, Flixbus         | Flixbus             |
| 88    | IC Bus 뉘른베르크 – 뮌헨 – 취리히      | 뉘른베르크 – 뮌헨 공항 – 뮌헨 – 취리히 (CH) | DB Fernverkehr                 |                     |
|       | 뮌헨 – 뮌스터                          | 뮌헨 – 뉘른베르크 – 프랑크푸르트암마인 – 기센 – 지겐 – 도르트문트 – 뮌스터                                                                                         | Flixbus                        | MeinFernbus Flixbus |
| 037   | 뮌헨 – 뒤스부르크                      | 뮌헨 – 뉘른베르크 – 뷔르츠부르크 – 아샤펜부르크 – 기센 – 지겐 – 도르트문트 – 에센 – 뒤스부르크                                                                     | MFB MeinFernbus                | MeinFernbus Flixbus |
| 24    | 뮌스터 – 뮌헨                          | 뮌스터 – 도르트문트 – 지겐 – 기센 – 프랑크푸르트암마인 – 뉘른베르크 공항 – 뮌헨                                                                                    | Postbus                        |                     |
| W4    | 빈 – 뮌헨                              | 빈 (AT) – Linz (AT) – Salzburg (AT) – 뮌헨 | Hellö                          |                     |
| W5    | 빈 – Strassburg                        | 빈 (AT) – 뮌헨 – 슈투트카르트 – 카를스루에 – Straßburg (F) | Hellö                          |                     |

### 노이브란덴부르크
| Linie | Name | Streckenführung | Betreiber | Verbundsystem |

### 뉘른베르크
| Linie | Name                                   | Streckenführung                                                                          | Betreiber       | Verbundsystem |
| 045   | 루드비히스하펜 – 뉘른베르크 – 에를랑겐 | 루드비히스하펜 – 만하임 – 하이델베르크 – 하일브론/네카르줄름 – 뉘른베르크 ZOB – 에를랑겐 | MFB MeinFernbus |               |
| 92    | IC Bus 만하임–뉘른베르크–프라하        | 만하임 – 뉘른베르크 – 프라하                                                             | DB Fernverkehr  |               |

### 슈투트카르트
| Linie | Name                                          | Streckenführung                                                                                   | Betreiber       | Verbundsystem |
| 75    | 프라이부르크 – 슈투트카르트 – 드레스덴        | 프라이부르크임브라이스가우 – 카를스루에 – 슈투트카르트 공항 – 뉘른베르크 – 켐니츠 – 드레스덴      |                 | Flixbus       |
| 74    | 슈투트카르트 공항 – 드레스덴                  | 슈투트카르트-공항 – 슈투트카르트 – 하일브론 – 뷔르츠부르크 – 밤베르크 – 켐니츠 – 드레스덴         |                 | Flixbus       |
| –     | 프라이부르크 – 슈투트카르트                   | 프라이부르크임브라이스가우 – 필링겐-슈베닝겐 – 튀빙겐 – 슈투트카르트 공항                         | DeinBus.de      |               |
| –     | 슈투트카르트 – 콘스탄츠 (– 마이나우)          | 슈투트카르트 공항 – 튀빙겐 – 징겐 (Hohentwiel) – 콘스탄츠 (– 마이나우)                            | DeinBus.de      |               |
| –     | 뵈블링겐 – 뮌헨                               | 뵈블링겐 – 슈투트카르트 공항 – 노우울름 – 뮌헨                                                    | DeinBus.de      |               |
| 043   | 뢰어라흐 – 슈투트카르트                       | 뢰어라흐 – 프라이부르크임브라이스가우 – 카를스루에 – 슈투트카르트 바이힝엔                        | MFB MeinFernbus |               |
| 055   | 라이프치히 – 에르푸르트 – 오펜부르크          | 라이프치히 – 예나 – 바이마르 – 에르푸르트 – 뷔르츠부르크 – 슈투트카르트 – 카를스루에 – 오펜부르크 | MFB MeinFernbus |               |
| 008   | 프라이부르크 – 튀빙겐                         | 프라이부르크임브라이스가우 – 유로파 파크 – 슈투트카르트 바이힝엔 – 로이틀링겐 – 튀빙겐            | MFB MeinFernbus |               |
| –     | 뉴팅엔 – 슈투트카르트 – 뉘른베르크 – 에를랑겐 | 뉴팅엔 – 에슬링겐암네카어 – 슈투트카르트 – 하일브론 – 뉘른베르크 – 에를랑겐                       | bader Reisen    | Flixbus       |
| 021   | 드레스덴 – 뉘른베르크 – 카를스루에            | 드레스덴 – 켐니츠 – 바이로이트 – 뉘른베르크 – 슈투트카르트 – 카를스루에                           | MFB MeinFernbus |               |

## 이용 방법
독일의 고속버스 예매는 인터넷으로 쉽게 할 수 있다. 이용하고자 하는 버스 회사의 홈페이지에 들어가서 날짜와 시간, 출발지와 목적지, 인원수, 이름을 입력하면 시간표와 함께 요금이 나온다. 한국인도 쉽게 접할 수 있도록 영어로 서비스가 제공되니 어렵지 않게 예매를 할 수 있다. 버스 회사의 가격을 비교하는 앱도 있으니 가장 저렴한 가격을 골라 이용하면 된다. 한국과는 다르게 일찍 예매할수록 싸고, 공휴일이나 주말은 더 비싸다. 또한 교환이나 환불이 안 되는 경우가 많으므로 주의한다. 버스 회사마다 자전거나 애완동물을 데리고 이용할 수 있으니 참고하여 결정하면 된다.

## 전망과 한계점

### 전망
독일 버스는 2013년도부터 이용되면서 점차 새로운 버스 회사와 새로운 노선이 계속 생겨나고 있다. 처음 고속버스가 생길 때 오랫동안 독점하던 기차에 비해서 영향력이 작을 것이라고 내다 봤다. 하지만 독일인들은 기차의 비싼 요금과 개선되지 않은 서비스에 비해 저렴하고 보다 좋은 서비스를 제공하는 버스를 이용하기 시작했다. 독일인 뿐만 아니라 여행객들에게도 저렴한 가격으로 유럽을 이동할 수 있다는 사실이 상당한 희소식으로 전해진다. 이로 인하여 매 년 버스의 점유율은 증가하고 있다. 이제 버스 회사들은 보다 좋은 서비스와 기술을 제공하기 위한 경쟁을 하고 있다. 경쟁으로 인해 보다 나은 시장이 될 것이다.
그에 비해 한국은 1983년 10월 26일에 전국고속버스운송사업조합이 설립되었으며 11개의 회원사가 가입되어 고속버스 운송사업의 공익성을 구현하고 있다. 경쟁 없이 업체 상호간에 협조하여 업체의 공동이익 증진을 목적으로 설립되었다. 이 사실로 미루어 보아 회사마다 제공하는 서비스가 같고 현재보다 나은 서비스를 기대하긴 힘들 것으로 보인다.

### 한계점
독일 고속버스는 주변국으로도 뻗어 나가고 있다. 독일 내에서는 고속버스의 문제가 풀렸지만 타국의 입장에서는 독일의 고속버스가 들어오는 것에 대한 법이나 규제가 존재한다. 한 예로 스위스에서는 독일의 버스가 완전히 자유롭게 돌아다니지 못하게 몇가지의 규정을 제시하고 있다. 다른나라의 법이 독일의 고속버스 성장을 저해한다고 볼 수 있다.
또한 과도한 경쟁으로 인하여 저가 출혈경쟁이 지속되면서 수익성이 좋지 않다. 이로 인해 시티투시티(City2City)와 다인부스(Deinbus)가 사업에서 철수하고 MeinFernbus와 Flixbus는 합병을 선언했다. 가격을 인상할 경우 이미 저렴한 가격을 접한 승객들의 가격 저항은 불가피하다고 본다.